# Service à frais partagés
Le service à frais partagés (en anglais, shared-cost service) est un niveau intermédiaire de facturation d'appels téléphoniques lorsque les frais d'appel d'un numéro de téléphone interurbain ou international sont partiellement, mais pas entièrement, payés par le destinataire.

## Niveau national
En 2006, les pays ayant un service à frais partagés au niveau national comprennent la France, l'Allemagne (séries 0180x), la Suisse le Portugal (séries 808), l'Australie (séries 13xxxx) et les Pays-Bas (série 09).
Les appels à frais partagés sont généralement des appels interurbains facturés à l'appelant comme s'ils étaient des appels locaux. La différence est payée par la partie appelée.
Le préfixe non géographique 0345 était autrefois commercialisé au Royaume-Uni sous la forme d'un tarif lo-call, mais ces numéros ne sont plus disponibles au prix d'un appel local ou national (indicatif régional 01 ou 02). Les numéros 0345 originaux ont été déplacés vers le préfixe 0845, un bloc de numéros non géographiques qui portent une prime de deux pence par minute versés à l'appelé. Depuis 2007, une nouvelle série de numéros de téléphone non géographiques (en), les préfixes 03, est disponible pour le même coût que les numéros locaux et nationaux (01 et 02).

## Niveau international
Le service international à frais partagés est appelé service à frais partagé international (en anglais,  International Shared-cost service (ISCS) ou Universal International Shared Cost Number (UISCN)). Le service a reçu l'indicatif téléphonique international +808. En 2013, de tels numéros de téléphone n'étaient disponibles qu'en Allemagne, au Liechtenstein et en Suisse.
Un numéro à frais partagé international permet à l'appelant d'effectuer un appel qui se termine dans un autre pays, en ne payant que le tarif maximum pour les appels dans son pays (le tarif national, qui n'est pas défini dans tous les pays). La partie des frais qui dépasse le tarif national de l'appelant est facturée au destinataire.